# Muilla transmontana
Muilla transmontana là một loài thực vật có hoa trong họ Măng tây. Loài này được Greene mô tả khoa học đầu tiên năm 1887.